# Colom de clatell blanc
El colom de clatell blanc (Columba albinucha) és una espècie d'ocell de la família dels colúmbids (Columbidae) que habita les zones boscoses de l'Àfrica central i oriental, al sud-oest del Camerun, est de la República Democràtica del Congo, oest del Sudan i d'Uganda.